# 薄ら氷心中
「薄ら氷心中」（うすらひしんじゅう 英題：A Double Suicide）は、林原めぐみの41枚目のシングル。2016年2月3日にKING AMUSEMENT CREATIVEから発売された（KICM-3315）。

## 概要
2015年10月に発売されたシングル「サンハーラ 〜聖なる力〜」より約3ヶ月ぶりとなるシングル。表題曲、カップリング曲ともにシンガーソングライターの椎名林檎によるプロデュースで、表題曲「薄ら氷心中」はテレビアニメ『昭和元禄落語心中』第1期シリーズ（2016年1月〜3月放送）のオープニングテーマとして書き下ろされた。歌詞に旧仮名遣いを採用しているが、一部に誤った表記がある。
CDの初回プレス分には、『昭和元禄落語心中』の原作者である雲田はるこによる、林原が演じるみよ吉の描き下ろしイラストのブロマイドが封入されていた
1991年発売の「虹色のSneaker」から「サンハーラ 〜聖なる力〜」まではスターチャイルドからの発売だったが、2016年2月にキングレコード第三クリエイティブ本部と事業統合された関係で、本作よりKING AMUSEMENT CREATIVEから発売された。
2017年12月6日にリリースされた椎名のアルバム『逆輸入 〜航空局〜』にセルフカバーバージョンが収録されている。

## 収録曲
| 全作詞・作曲: 椎名林檎。 |                                     |           |            |                            |      |
| #                        | タイトル                            | 作詞      | 作曲・編曲 | 編曲                       | 時間 |
| 1.                       | 「薄ら氷心中」                      | 椎名林檎  | 椎名林檎   | 椎名林檎 村田陽一 [ 注 2 ] | 3:00 |
| 2.                       | 「我れは梔子」                      | 椎名林檎  | 椎名林檎   | 斎藤ネコ                   | 3:08 |
| 3.                       | 「薄ら氷心中（OFF VOCAL VERSION）」 | 椎名林檎  | 椎名林檎   |                            | 3:00 |
| 4.                       | 「我れは梔子（OFF VOCAL VERSION）」 | 椎名林檎  | 椎名林檎   |                            | 3:08 |
| 合計時間:                | 合計時間:                           | 合計時間: | 12:16      |                            |      |

## 演奏
| 薄ら氷心中 - drums：玉田豊夢 - bass：鳥越啓介 - guitar：浮雲 - piano：ヒイズミマサユ機 - accordion：佐藤芳明 - vibraphone：椎名林檎 - flute：高桑英世、森川道代 - clarinet：山根公男、黒尾文恵、糸井裕美子、畑中真理 | 我れは梔子 - bass：鳥越啓介 - piano：林正樹 - accordion：佐藤芳明 - violin：斎藤ネコ、グレート栄田 - conductor：斎藤ネコ |

## 収録アルバム
| 曲名       | 収録アルバム                                                     | 発売日         | 規格品番        |
| ---------- | ---------------------------------------------------------------- | -------------- | --------------- |
| 薄ら氷心中 | 『「林原めぐみ 1st LIVE -あなたに会いに来て-」配信限定アルバム』 | 2017年12月13日 | NOPA-1644       |
| 薄ら氷心中 | 『Fifty〜Fifty』                                                 | 2018年3月30日  | KICS-3693       |
| 薄ら氷心中 | 『VINTAGE DENIM』                                                | 2021年3月30日  | KICS-3980〜3982 |

## カバー
| 曲名       | アーティスト | 収録アルバム          | 発売日        | 規格品番   |
| ---------- | ------------ | --------------------- | ------------- | ---------- |
| 薄ら氷心中 | 椎名林檎     | 『逆輸入 〜航空局〜』 | 2017年12月6日 | UPCH-20468 |